# 노퍽 서던 철도
노퍽 서던 철도(영어: Norfolk Southern Railway, 이하 NS)는 버지니아 노퍽에 본부를 두고 있는 미국의 철도회사이다. 1894년에 창립했다.
NS의 노선은 주로 미국 동부에 놓여 있으며, 북쪽으로는 미시간주, 남쪽으로는 버지니아에 달한다. NS가 보유한 노선 총연장은 34,600킬로미터에 달하며, 이는 미국에 위치한 어느 철도회사보다도 긴 것이다.

## 역사
이 회사는 19세기 전반까지 거슬러 올라가는 미국의 철도 기업으로 1881년에 설립된 노펀 앤드 웨스턴 철도와 1894년에 설립된 서던 레일웨이와 1976년에 설립된 콘레일이 시초가 된다.
1982년에 서던 레일웨이, 노퍽 앤드 웨스턴 철도가 합병과 동시에 현재의 회사로 탄생하게 되었고 이와는 별도로 노퍽 서던 철도가 존재 했으나 1974년에 서던 레일웨이에 합병하게 되었다.
1997년에 경영난에 빠진 콘레일의 자산 분할 운영의 권리 취득을 위해 노퍽 서던 철도와 함께 미국 육상 교통위원회(영어: Surface Transportation Board)에 신청하고 콘레일의 지분 매입에 합의했다. 1998년 8월에 서피스 운송 위원회(영어: Surface Transportation Board)의 승인을 얻으면서 1999년 6월에 CSX 교통과 함께 공동으로 운행하기 시작했다. CSX 교통은 콘레일 자산의 42%를 인수한데 이어 이 회사가 58%를 인수했다.

## 운행 노선
현재 이 회사는 미국 동부 21개의 주에서 34,600km의 노선을 관리와 동시에 앨라배마주, 델라웨어주, 플로리다주, 조지아주, 일리노이주, 인디애나주, 켄터키주, 루이지애나주, 메릴랜드주, 미시간주, 미시시피주, 미주리주, 뉴저지주, 뉴욕, 노스캐롤라이나주, 오하이오주, 펜실베이니아주, 사우스캐롤라이나주, 테네시주, 버지니아주, 웨스트버지니아주에서 운행한다. 그 밖에도 워싱턴 D.C., 캐나다 온타리오주에 노선이 있다. 허브 지역은 해리스버그, 시카고, 애틀랜타가 있다.

## 사진

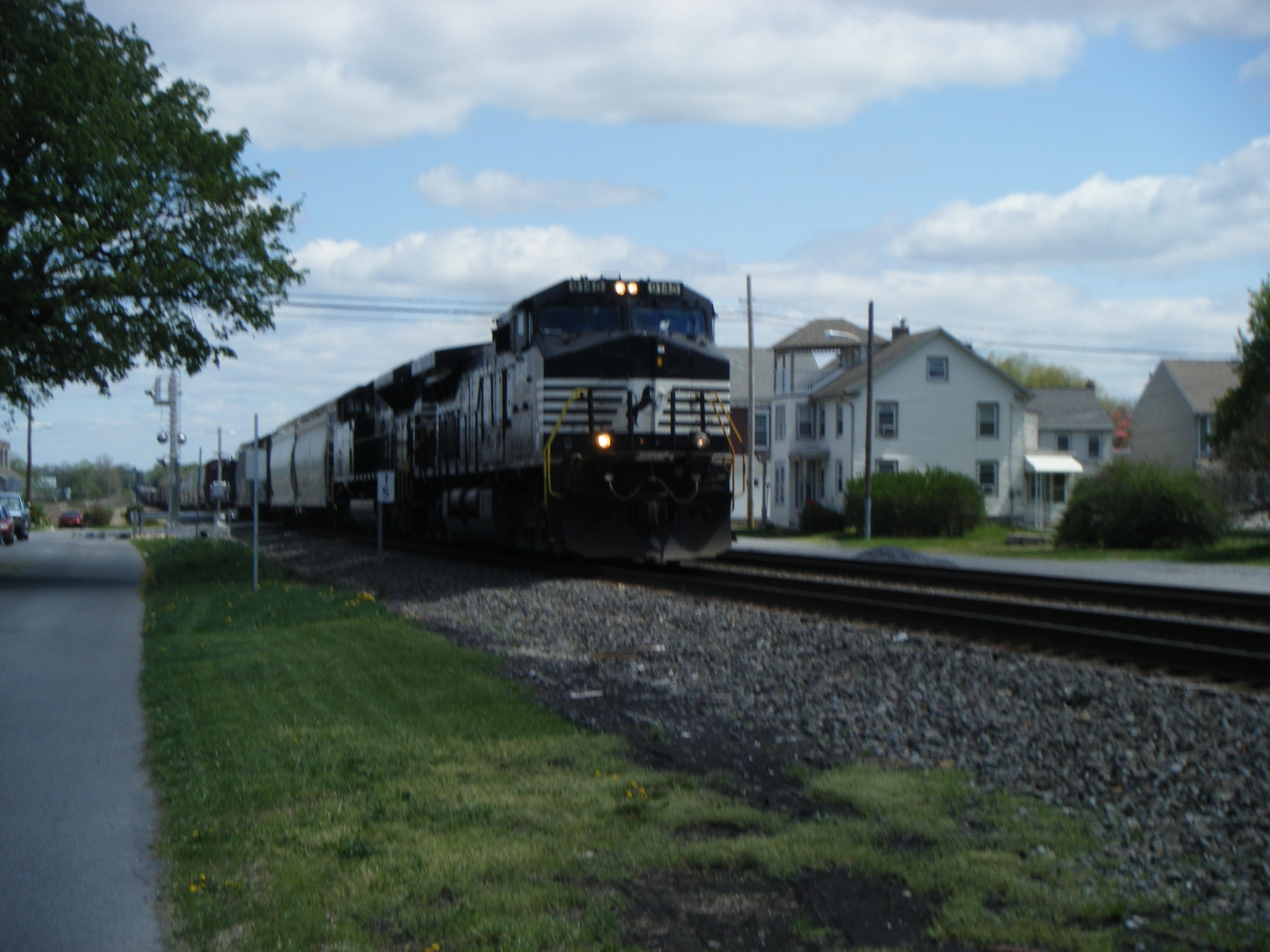
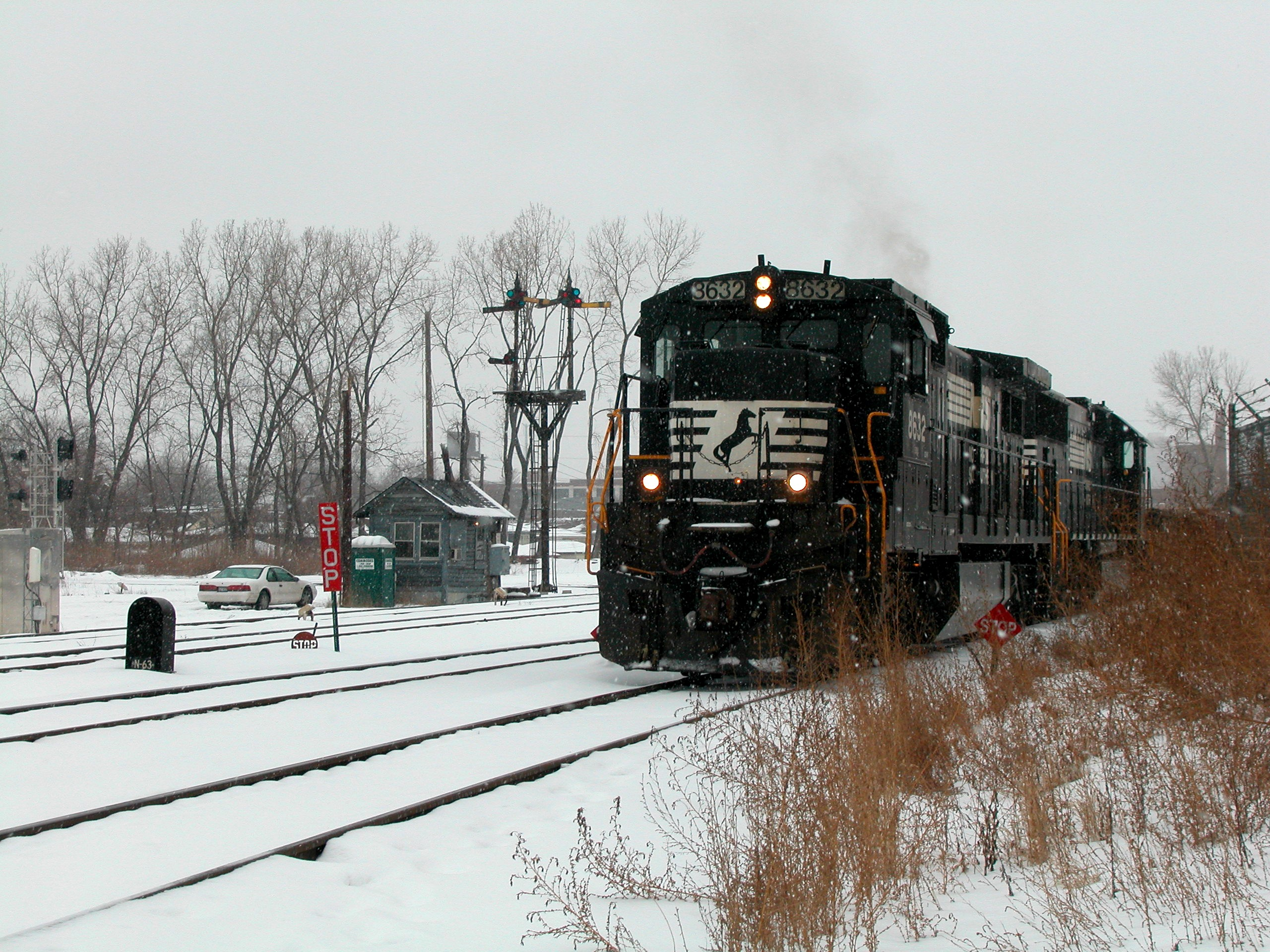
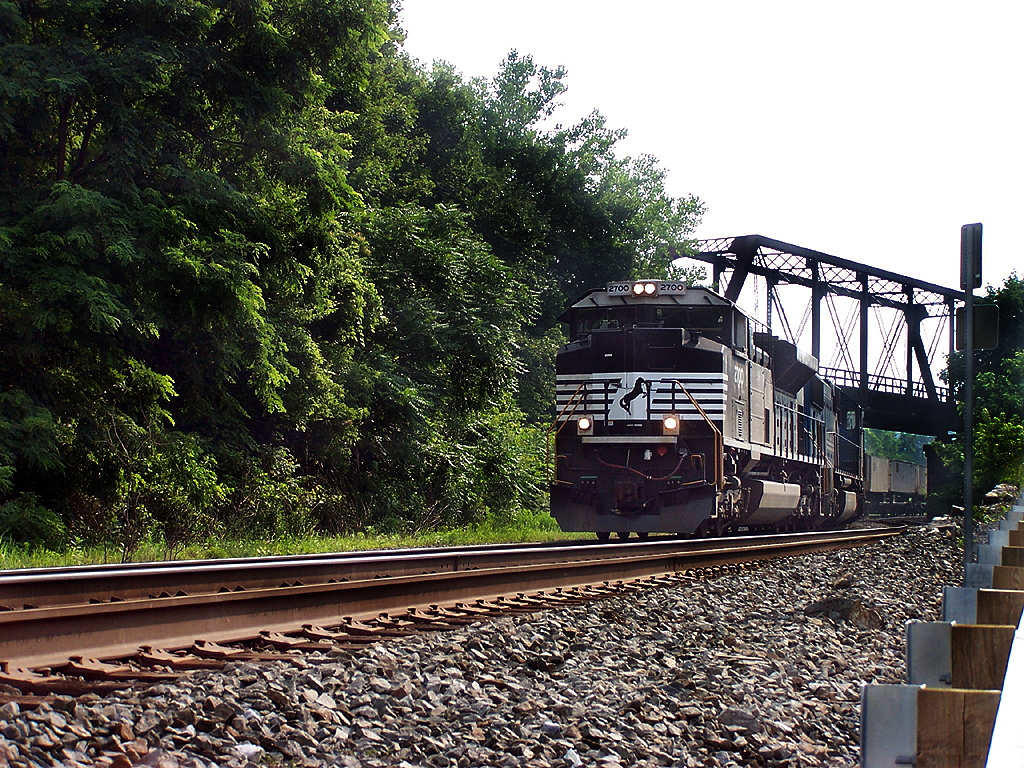
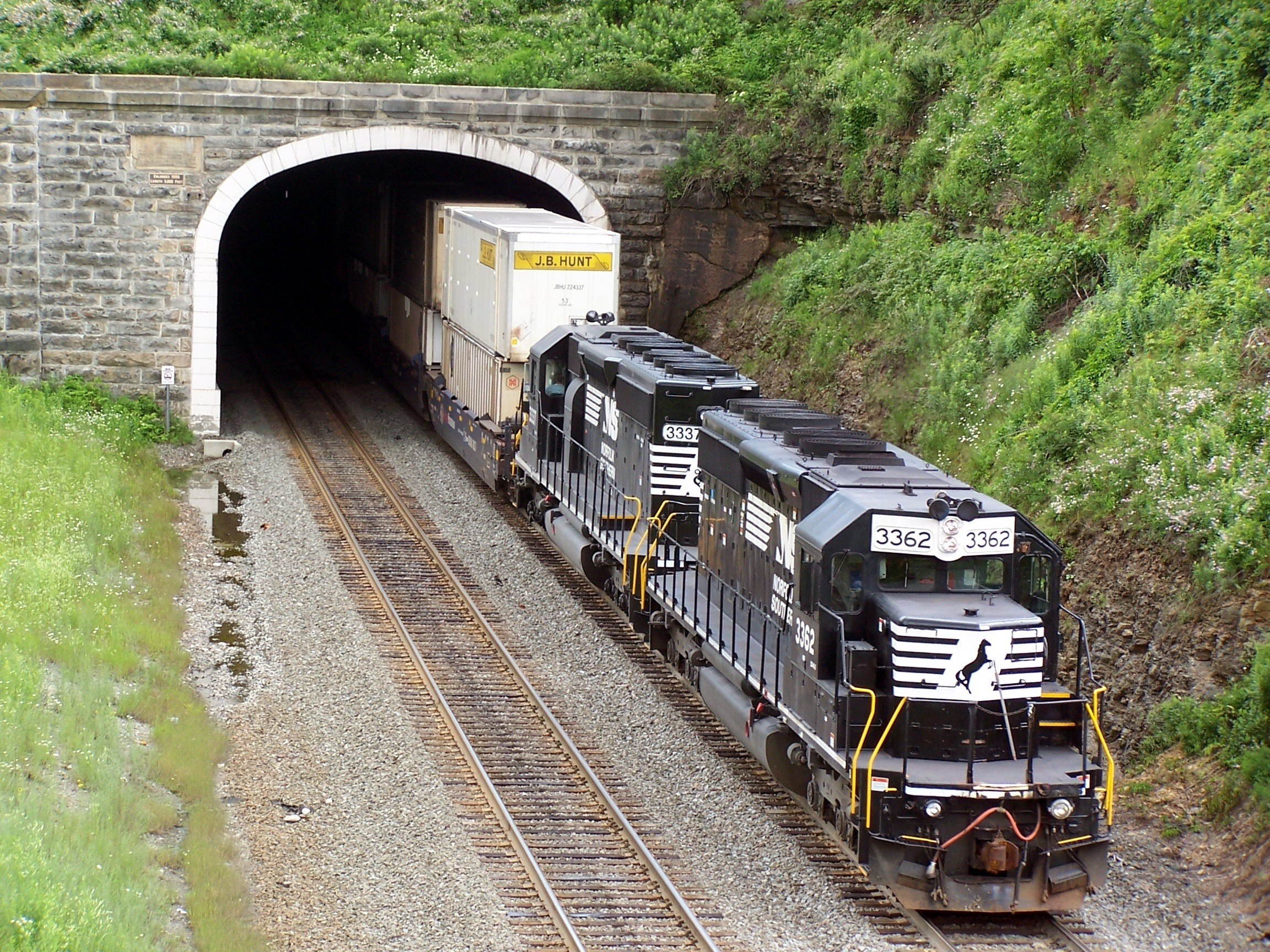
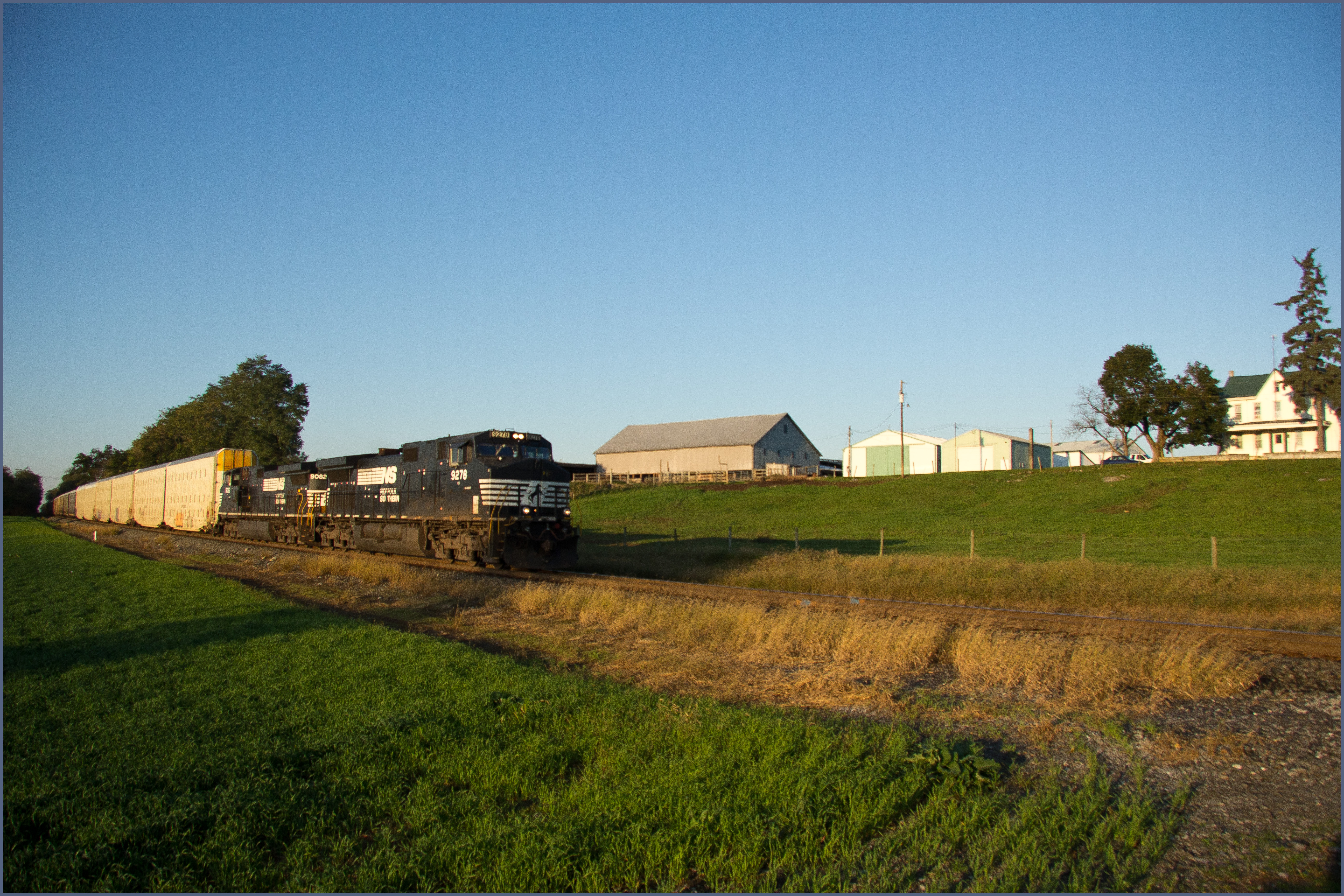
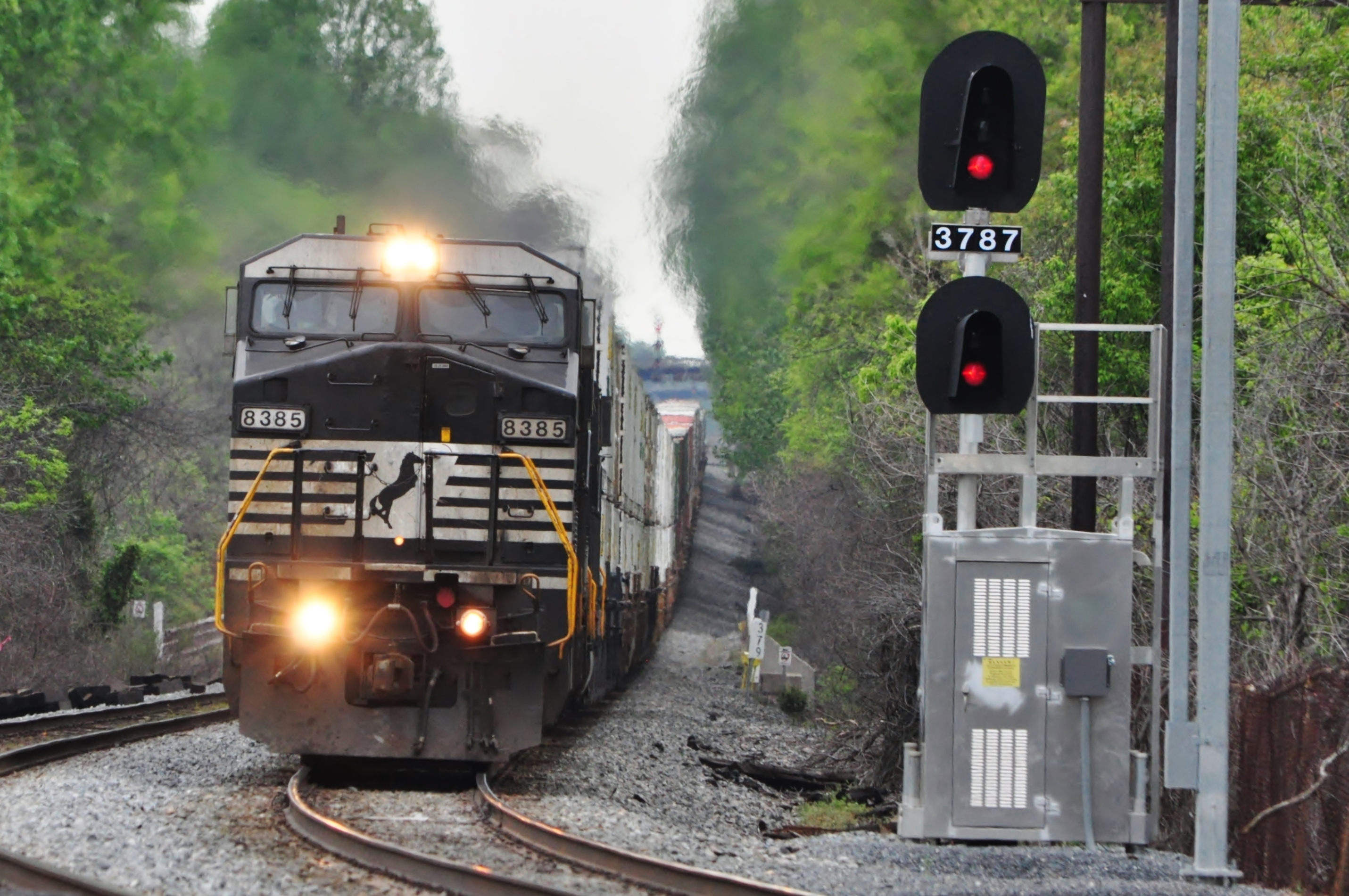
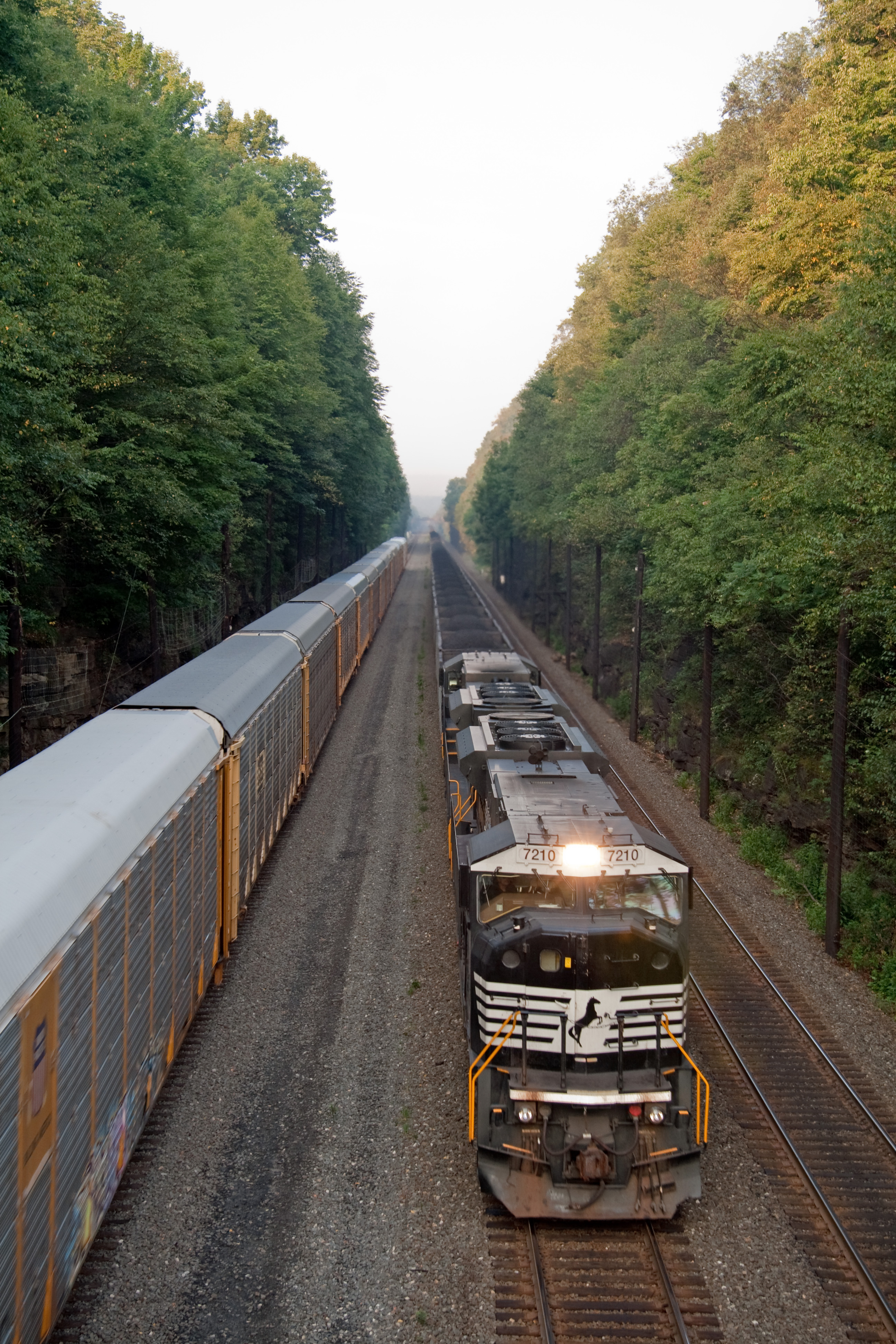
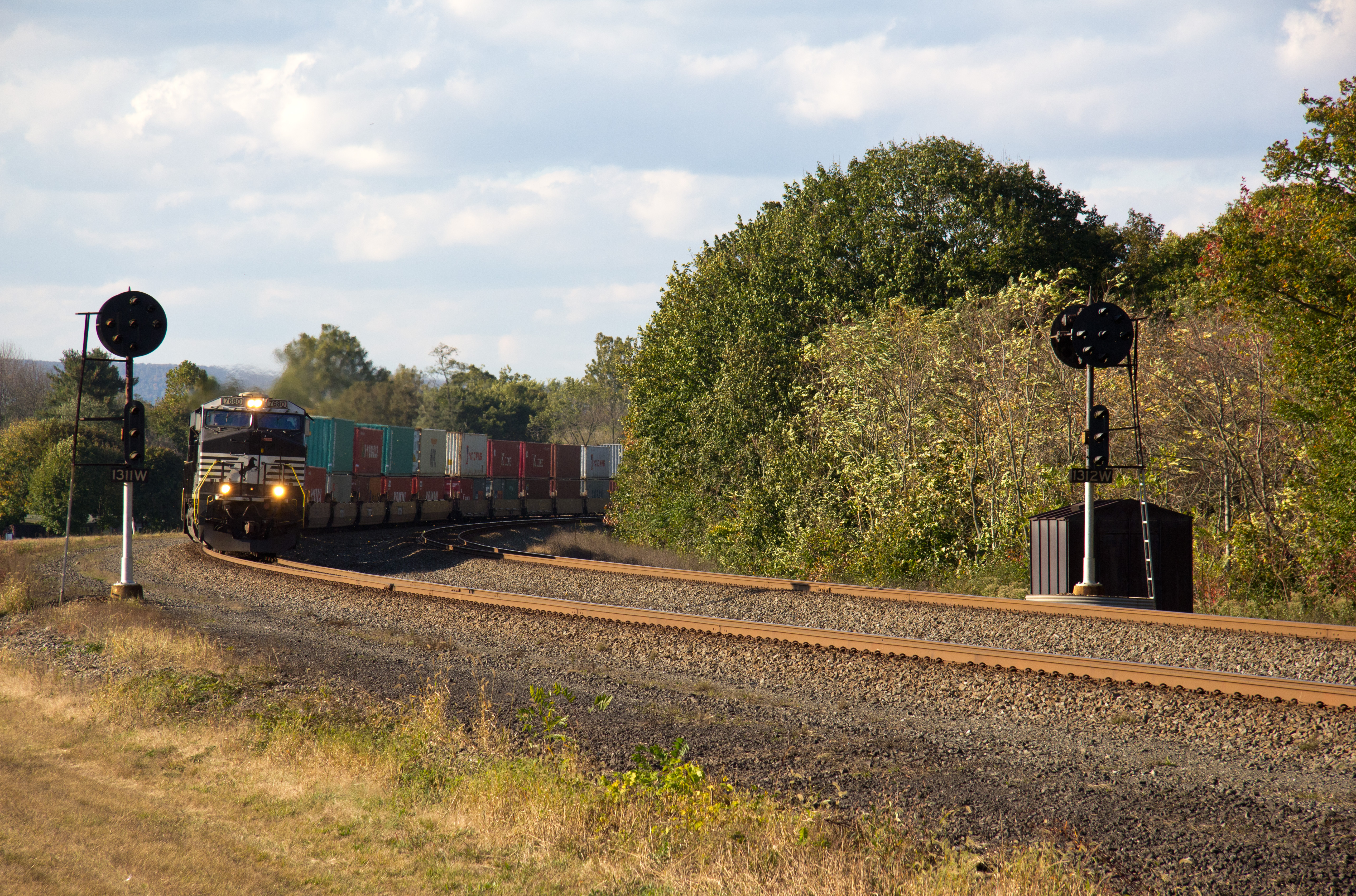
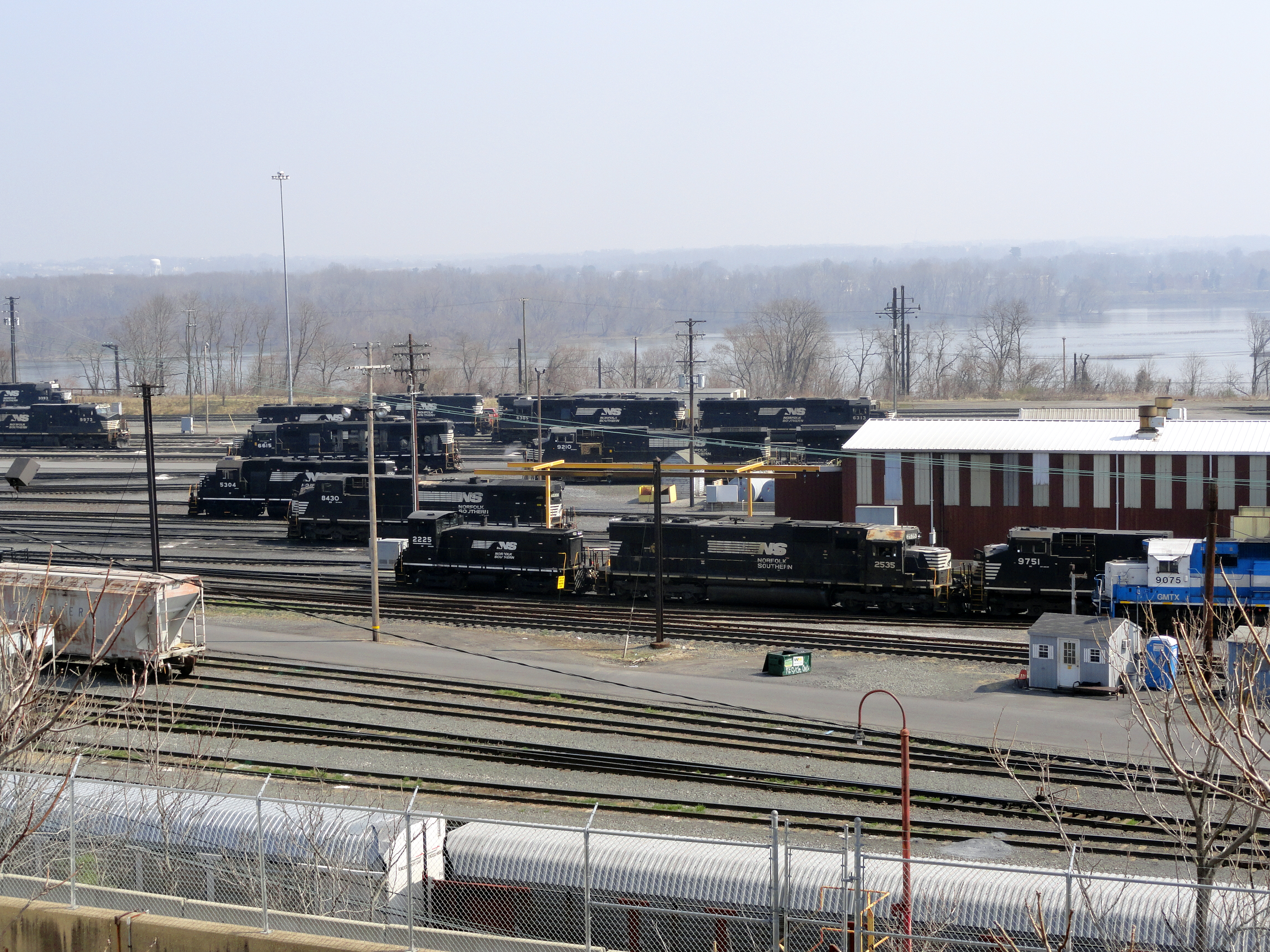